# Babucarr Jarra
Babucarr Jarra, oft auch Mbye Babou Jarra (* 21. Mai 1999) ist ein gambischer Volleyballspieler und Beachvolleyballspieler.

## Karriere
Babucarr Jarra spielt in Doha (Katar) in der Volleyballmannschaft des al-Sadd Sports Club. Bei dem Volleyballturnier Emir of Qatar Cup 2019 erreichten sie den dritten Platz. Im Beachvolleyball gewann er mit seinem Spielpartner Sainey Jawo das Turnier als Team Jarra.
Bei den Afrikaspielen 2019 Ende August in Rabat standen sie im Beachvolleyball gegen das marokkanische Team Zouheir El Graoui und Mohamed Abicha im Finale und gewannen die Goldmedaille. Sie wurden dort von Pa Barrow, Gambias Senior Beachvolleyball Team Cheftrainer, trainiert.